# Hubert Leitgeb
Hubert Leitgeb (ur. 31 października 1965 w Anterselvie, zm. 4 lutego 2012 tamże) – włoski biathlonista, trzykrotny medalista mistrzostw świata.

## Kariera
W zawodach Pucharu Świata zadebiutował 16 stycznia 1986 roku w Anterselvie, zajmując 29. miejsce w biegu indywidualnym. Pierwsze pucharowe punkty (do sezonu 2000/2001 punktowało jedynie 25. najlepszych zawodników) zdobył 26 stycznia 1989 roku w Ruhpolding, kiedy zajął 18. miejsce w tej samej konkurencji. Na podium zawodów tego cyklu pierwszy raz stanął 16 marca 1991 roku w Canmore, kończąc rywalizację w sprincie na drugiej pozycji. W zawodach tych rozdzielił Eirika Kvalfossa z Norwegii i Niemca Marka Kirchnera. W kolejnych startach jeszcze dwa razy stanął na podium: 19 marca 1992 roku w Nowosybirsku był trzeci w biegu indywidualnym, a 17 marca 1994 roku w Canmore zwyciężył w sprincie. Najlepsze wyniki osiągnął w sezonie 1990/1991, kiedy zajął 11. miejsce w klasyfikacji generalnej.
Na mistrzostwach świata w Lahti w 1991 roku wspólnie z Gottliebem Taschlerem, Simonem Demetzem, Wilfriedem Pallhuberem zdobył złoty medal w biegu drużynowym. Był to pierwszy w historii złoty medal dla Włoch w tej konkurencji. Wynik ten Włosi powtórzyli na rozgrywanych trzy lata później mistrzostwach świata w Canmore, startując w składzie: Pallhuber, Leitgeb, Pieralberto Carrara i Andreas Zingerle. Razem z René Cattarinussim, Carrarą i Patrickiem Favre zdobył też brązowy medal w biegu drużynowym podczas mistrzostw świata w Ruhpolding w 1996 roku. Na tej samej imprezie był też czwarty w biegu indywidualnym, przegrywając walkę o podium z Białorusinem Wadimem Saszurinem.
W 1992 roku wystartował na igrzyskach olimpijskich w Albertville, gdzie zajął 26. miejsce w sprincie i czwarte w sztafecie. Brał też udział w igrzyskach olimpijskich w Nagano w 1998 roku, w swoim jedynym starcie zajmując 35. miejsce w sprincie.
Wszystkie medale zdobył w biegu drużynowym. Zginął pod lawiną w dolinie Anterselvy.

## Osiągnięcia

### Igrzyska olimpijskie
| Rok  | Miejscowość | Konkurencje | Konkurencje | Konkurencje | Konkurencje | Konkurencje | Konkurencje | Konkurencje |
| Rok  | Miejscowość | IN          | SP          | PU          | MS          | RL          | MR          | SR          |
| ---- | ----------- | ----------- | ----------- | ----------- | ----------- | ----------- | ----------- | ----------- |
| 1992 | Albertville | –           | 26.         | nd.         | nd.         | 4.          | nd.         | –           |
| 1998 | Nagano      | –           | 35.         | nd.         | nd.         | –           | nd.         | –           |

### Mistrzostwa świata
| Rok  | Miejscowość            | Konkurencje | Konkurencje | Konkurencje | Konkurencje | Konkurencje | Konkurencje | Konkurencje |
| Rok  | Miejscowość            | IN          | SP          | PU          | MS          | RL          | MR          | SR          |
| ---- | ---------------------- | ----------- | ----------- | ----------- | ----------- | ----------- | ----------- | ----------- |
| 1989 | Feistritz              | 14.         | –           | nd.         | nd.         | –           | nd.         | –           |
| 1990 | Oslo/Mińsk/Kontiolahti | 34.         | –           | nd.         | nd.         | –           | nd.         | –           |
| 1991 | Lahti                  | 27.         | –           | nd.         | nd.         | 4.          | nd.         | –           |
| 1992 | Nowosybirsk            | nd.         | nd.         | nd.         | nd.         | nd.         | nd.         | –           |
| 1993 | Borowec                | –           | –           | nd.         | nd.         | –           | nd.         | –           |
| 1994 | Canmore                | nd.         | nd.         | nd.         | nd.         | nd.         | nd.         | –           |
| 1995 | Anterselva             | –           | –           | nd.         | nd.         | 4.          | nd.         | –           |
| 1996 | Ruhpolding             | 4.          | –           | nd.         | nd.         | –           | nd.         | –           |
| 1997 | Osrblie                | –           | –           | –           | nd.         | –           | nd.         | –           |
| 1998 | Pokljuka/Hochfilzen    | nd.         | nd.         | –           | nd.         | nd.         | nd.         | –           |

### Puchar Świata

#### Miejsca w klasyfikacji generalnej
| Sezon     | Miejsce |
| --------- | ------- |
| 1985/1986 | -       |
| 1986/1987 | -       |
| 1988/1989 | 60.     |
| 1989/1990 | 25.     |
| 1990/1991 | 11.     |
| 1991/1992 | 17.     |
| 1992/1993 | 25.     |
| 1993/1994 | 19.     |
| 1994/1995 | 25.     |
| 1995/1996 | 22.     |
| 1996/1997 | 30.     |
| 1997/1998 | 39.     |

#### Miejsca na podium w zawodach chronologicznie
| Lp. | Dzień    | Rok  | Miejscowość | Konkurencja                | Lokata | Pudła   | Czas biegu | Strata | Zwycięzca       |
| --- | -------- | ---- | ----------- | -------------------------- | ------ | ------- | ---------- | ------ | --------------- |
| 1.  | 16 marca | 1991 | Canmore     | Sprint na 10 km            | 2.     | 0+0     | 26:16,1    | +15,0  | Eirik Kvalfoss  |
| 2.  | 19 marca | 1992 | Nowosybirsk | Bieg indywidualny na 20 km | 3.     | 1+0+0+0 | 56:41,1    | +26,7  | Wolfgang Perner |
| 3.  | 17 marca | 1994 | Canmore     | Bieg indywidualny na 20 km | 1.     | 1+0+0+1 | 54:15,0    | –      | –               |